# Streets of Philadelphia
Streets of Philadelphia är en sång av rockmusikern Bruce Springsteen, skriven till soundtracket till filmen Philadelphia från 1993. 
Låten blev en hit och en av Springsteens bäst säljande singlar, med en andraplats på singellistan i Storbritannien och nionde plats i USA. Den vann dessutom fyra Grammys, däribland för årets sång och årets rocksång, och en Oscar för bästa sång. Låten finns även med på samlingsalbumen Greatest Hits (1995) och The Essential Bruce Springsteen (2003).